# Európai Parlament
Az Európai Parlament (EP) az Európai Unió (EU) parlamentáris testülete, amelyet az EU állampolgárai közvetlenül választanak 5 éves időtartamra. Az Európai Unió Tanácsával, és az Európai Bizottsággal együtt alkotja az EU törvényhozói hatalmi ágát. Hivatalosan a székhelye Strasbourg, de Brüsszelben is ülésezik.
Az Európai Parlament nem kezdeményezhet önállóan törvényt, de módosíthatja vagy megvétózhatja azokat számos politikai területen. Bizonyos területeken tanácskozási joga van. Az EP felügyeli az Európai Bizottság munkáját, jóváhagyja a testület kinevezését és bizalmatlansági szavazással visszahívhatja. Ellenőrzi az EU költségvetését is. Az EP képviselői helyeinek felosztása a tagállamok népessége alapján történik, de ez degresszíven arányos módon valósul meg, így a kisebb államok több képviselőt küldhetnek, hogy megfelelően legyenek képviselve.
Más európai szervezetektől eltérően az EP az egyetlen, amelyet közvetlenül választanak és törvényhozói joga van.

## Története
Az Európai Szén- és Acélközösség (ESZAK) felállította a „Közgyűlést” 1952 szeptemberében, amelynek 78 tagját a 6 tagállam nemzeti parlamentje választotta. Ezt terjesztették ki 1958 márciusában, hogy az Európai Gazdasági Közösség és az Euratom is képviselve legyen. Ekkor kapta az Európai Parlamentáris Gyűlés nevet. 1962-től lett Európai Parlament a testület neve. 1979-ben újra növelték a képviselők számát és ekkortól választják őket közvetlenül. Ezután a képviselők létszámát minden alkalommal megnövelték, amikor új államok csatlakoztak. A Parlament létszáma a lisszaboni szerződés alapján, az elnököt is beleszámítva, 720 fő.

## Hatásköre
Bizonyos szempontból a Miniszterek Tanácsa és az Európai Parlament olyan, mint egy kétkamarás törvényhozás alsó- és felsőháza. Egyiküknek sincs törvénykezdeményezési joga, ez az Európai Bizottság hatáskörébe tartozik. Ha az Európai Bizottság rendelet- vagy irányelvjavaslatot készít, azt a Parlamentnek és a Tanácsnak is jóvá kell hagynia, hogy jogerőre emelkedjék. Az különbözteti meg az Európai Parlamentet a nemzeti törvényhozástól, hogy nem tehet önállóan törvényjavaslatot.
Az EP módosíthatja vagy elutasíthatja a jogszabályokat a kodifikációs eljárás alá tartozó területeken, amelyek az uniós törvényhozás háromnegyedére terjednek ki. A fennmaradó területeken egyetértési vagy tanácskozási joga van. Az előbbi azt jelenti, hogy megvétózhatja az előterjesztést, de nem módosíthatja, az utóbbi pedig azt, hogy véleményt nyilváníthat. Az EP felügyeli az EU költségvetését, amit mindig el kell fogadnia.
Az Európai Bizottság elnökét az Európai Tanács választja, de a Parlamentnek jóvá kell hagynia. A többi biztost az elnök választja ki, de őket is jóvá kell hagynia a Parlamentnek. Az elnöktől eltérően a biztosokról nem személyenként, hanem testületileg döntenek, a teljes testületet egyszerre kell elfogadniuk.
Az EP demokratikus felügyeletet gyakorol az EU tevékenysége, különösképpen a Bizottság felett. Ha a Parlament elfogad egy bizalmatlansági indítványt, a teljes Bizottságnak le kell mondania. Ehhez legalább kétharmados többség kell.
Az EP nevezi ki az Európai Ombudsmant.

## Tagjai
Az Európai Parlamentnek jelenleg 720 képviselője van, akiket a 27 tagállamban választottak meg. 1979 óta általános és közvetlen választásokon választják őket ötéves időtartamra. Az EP képviselői helyeinek felosztása a tagállamok népessége alapján történik, de ez ''degresszíven arányos'' módon valósul meg, így a kisebb államok több képviselőt küldhetnek, hogy megfelelően legyenek képviselve. Pl. Németország lakossága 83 149 300 fő (2019), ez 96 képviselőt jelent. Málta lakossága 465 292 fő (2017), ez 6 képviselőt jelent. Azaz a mintegy 179-szer népesebb Németország mindössze 16-szor annyi képviselői hellyel rendelkezik, mint Málta. Németország 8,5-szer népesebb, mint Magyarország, mégis csak 4,6-szor van több képviselője. A legnépesebb öt országnak (bár ők adják a lakosság és a GDP több, mint 2/3-át) kevesebb mandátuma van együtt (367), mint a 22 kisebb államnak.
Jelenleg a képviselők valamivel több, mint egyharmada nő.
A képviselők munkaidejüket Brüsszel, Strasbourg és a választókerületük között osztják meg. A parlamentben politikai (és nem nemzeti) hovatartozásuk alapján alkotnak képviselőcsoportokat. A képviselők jogállásáról szóló új szabályzat 2009. július 14-én lépett hatályba, és ez alapján a képviselők ezentúl az Európai Parlamenttől kapják a fizetésüket, amelynek mértéke független a képviselt országtól.

### Megfigyelők
Hagyomány, hogy a tagjelölt államok a csatlakozási szerződésük aláírása és tényleges taggá válásuk közti átmeneti idő alatt megfigyelőket küldenek a Parlamentbe. Számukat és kinevezésük módszerét a csatlakozási szerződés tartalmazza.
A megfigyelők jelen lehetnek a vitáknál és meghívásra részt is vehetnek bennük, de nem szavazhatnak és egyéb hivatalos képviselői feladatot sem láthatnak el. Amikor a tagjelölt csatlakozik, a következő választásig a megfigyelők teljes jogú képviselőkké válnak. Ekkor átmenetileg a 705 fős határt is átléphetik. 2004 májusában így lett ideiglenesen 788 képviselő a júniusi választásokig.
2005 őszén Bulgária és Románia küldött megfigyelőket: 18-at Bulgária és 35-öt Románia. Őket a nemzeti parlamentek választották meg. 2007. január 1-jén képviselővé váltak.

### Képviselőcsoportok
| Szélsőbal Szocialisták Regionalisták és zöldek Zöldek CDI vagy TGI Függetlenek Liberális demokraták | Radikális Szövetség (liberálisok) CD / EPP Forza Europa Konzervatívok Euroszkeptikusok Nemzeti konzervatívok Szélsőjobb |

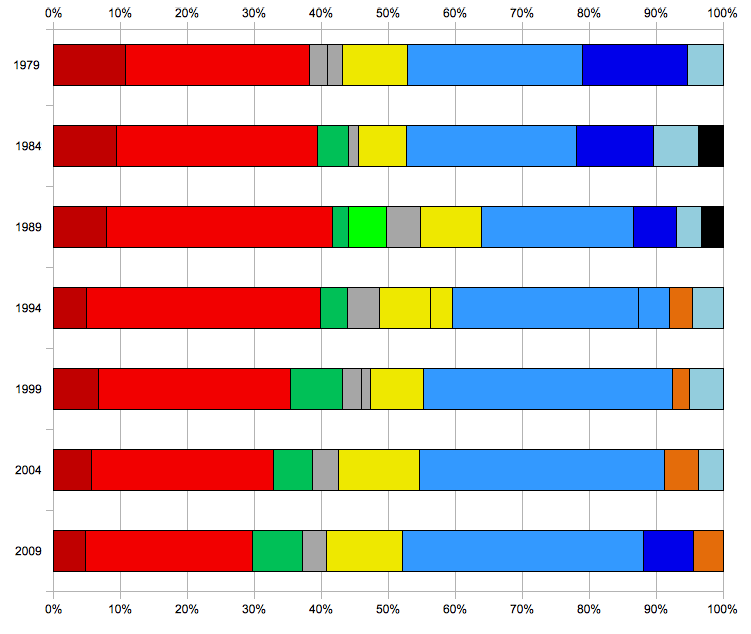
Választási eredmények politikai csoportonként, 1979–2009. Balról jobbra;

A képviselők nem országok szerint ülnek az Európai Parlamentben, hanem politikai hovatartozás alapján. A politikai pártok csoportokba szerveződtek a parlamentben. Ezek a pártcsoportok függetlenek az európai pártoktól, de szorosan kötődnek hozzájuk. A nemzetközi képviselőcsoporton belül az egy párthoz tartozók munkáját a delegációvezetők irányítják. Az európai pártoknak általában vannak unión kívüli tagjai is. A politikai alapon szerveződő képviselőcsoportok belső munkamegosztása során már megjelenik a nemzeti identitás jelentősége, például a frakciónak jutó bizottsági helyek elosztásában.
A plenáris ülésteremben a helyeket képviselőcsoportonként osztják fel. Képviselőcsoport létrehozásához legalább 23 tagra van szükség legalább hét országból. Egy képviselő csak egy csoporthoz tartozhat. Aki nem tartozik egyetlen csoporthoz sem, az független képviselőként dolgozik.
A képviselőcsoportok a választások után gyakran átalakulnak, nevet változtatnak, és egyes pártok a korábbihoz képest más csoportot választanak. A 10. parlamenti periódusban 8 nagyobb csoport volt a parlamentben, valamint a független képviselők.

### Nagykoalíció
Az Európai Parlamentben nincsen kormányoldal és ellenzék. A vita a parlament véleményének kialakításáért folyik, és fontos, hogy erős, széles támogatottságú üzeneteket küldjenek a másik két nagy intézménynek, a bizottságnak és a tanácsnak. A parlament három nagy képviselőcsoportja (a néppártiak, a szocialisták és a liberálisok) a fontos szavazások előtt ezért általában megegyezésre törekednek, és együtt szavazzák meg a kompromisszumos javaslatot.

### Választások
Az Európai Parlament tagjait 1979 óta általános és közvetlen választásokon választják, ötéves időtartamra. Nincs egységes választási rendszer, minden tagállam szabadon dönt választási rendszeréről, bizonyos megkötésekkel: biztosítani kell a nők és a férfiak egyenlőségét, illetve titkos szavazást kell tartani. Emellett a gyakorlatban már más szabályok is megegyeznek az országok között: a közvetlen és általános választás, az arányosság szabálya, valamint az öt évre szóló, megújítható mandátum.
A képviselői helyeket a tagállamok lakosságával arányosan osztják el; a legnagyobb ország 96, a legkisebb 6 hellyel rendelkezik. Nincs pontos képlet a helyek kiosztására, kormányközi tárgyalások eredménye a mai helyzet. Megváltoztatni csak minden tagállam kormányának egyhangú döntésével lehet.
A legutóbbi választásokat 2024-ben tartották. Ez volt a világtörténelem legnagyobb nemzetközi szavazása, közel 500 millió részvételre jogosult állampolgárral. (Magyar vonatkozásait lásd itt.)
Az Európai Parlament összetétele. 
 Függetlenként van megadva minden olyan képviselő akinek a pártja nem tartozik egyetlen frakcióhoz sem.
A parlamenti helyek elosztását a Lisszaboni szerződés 14. cikke határozza meg. E szerint a képviselők létszáma maximum 751 fő lehet, és az uniós polgárok képviselete arányosan csökkenő módon történik. Egyetlen tagállamnak sem lehet több képviselője mint 96, és a legkisebb tagállamnak is minimálisan 6 képviselői helye van.
A 2014-es európai parlamenti választásoknak megfelelően az európai pártcsaládok a 2024-es választáson is meg kellett, hogy jelöljék listavezetőjüket. Elméletileg a legtöbb szavazattal rendelkező európai párt (pártcsalád) listavezetője foglalhatja el az EU legmagosabb tisztségét, ő lesz az Európai Bizottság elnöke. Ahogy ez történt a 2014. évi választásokat követően Jean-Claude Junckerrel.
De az Európai szerződésben nincs kötelező jogi előírás arra, hogy a Bizottság elnökének valamelyik párt listavezetőjét kell megválasztani. Csak az szerepel, hogy az Európai Tanácsnak az Európai Bizottság elnökének megválasztásakor kötelező figyelembe vennie az európai parlamenti választások eredményét.
Az Európai Unióról szóló szerződés 17. cikkének 7 bekezdése szerint az európai parlamenti választásokat követően az Európai Parlament választja meg az Európai Bizottság elnökét. A Bizottság elnökére az európai parlamenti választásokon állított listavezetők figyelembevételével és megfelelő egyeztetések lefolytatása után az Európai Tanács minősített többséggel tesz javaslatot. Ezt a jelöltet az Európai Parlament egyszerű többséggel választja meg. Ha a jelölt nem kapja meg a szükséges támogatást, az Európai Tanács egy hónapon belül új jelöltet kell hogy javasoljon – szintén minősített többséggel-, akit az Európai Parlament egyszerű többséggel választ meg.
A minősített többséghez a Tanács tagjai minimum 55%-ának (legalább tizenöt tag) és egyben az Unió népességének legalább 65%-át kitevő tagállamok képviselőjének a szavazata szükséges.
A blokkoló kisebbségnek a Tanács legalább négy tagjából kell állnia, ennek hiányában a minősített többséget elértnek kell tekinteni.
Az Európai Parlamentben önálló frakció (pártcsoport) létrehozásához legkevesebb 7 tagállamból 23 parlamenti képviselő szükséges.

## Működése

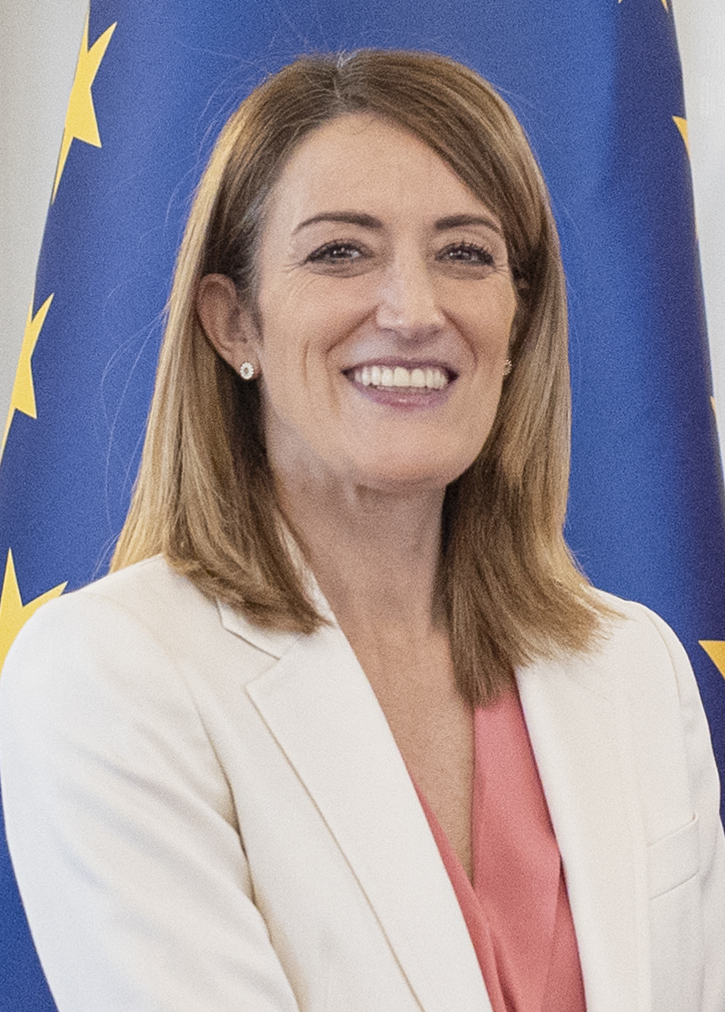
Roberta Metsola

### Elnöke és szervezete
Az Európai Parlament két és fél éves időtartamra (azaz a ciklus felére) tagjai közül elnököt választ, aki tisztségében megújítható. Az elnök 14 alelnöke segítségével irányítja a parlamentet és szerveit, valamint vezeti a plenáris ülésszakokon a vitákat. Ő képviseli a parlamentet a külső kapcsolatokban és a jogi ügyekben.
Az Európai Parlament (EP) elnöke vezeti a parlament plenáris üléseit és egyéb tevékenységeit, képviseli a parlamentet az Uniós intézmények és a külvilág felé. Emellett a parlament elnökének aláírása szükséges ahhoz, hogy az együttdöntési eljárás keretében elfogadott jogszabályok, illetve az Európai Unió (EU) költségvetése jogerőre emelkedjen (a másik szükséges aláírás az Európai Unió Tanácsának elnökségét ellátó ország kormány- vagy államfője).
A parlament elnökét, 14 alelnököt és az 5 quaestort a képviselők választják maguk közül 2,5 évre. Az Európai Parlament elődjének megalakítása óta 31 elnök volt (1952 és 2022 között), akik túlnyomó részt a két legnagyobb parlamenti frakció, a szocialisták és a néppártiak közül kerültek ki. Az első közvetlen EP választások (1979) óta 17 elnök volt. Az EP elnöke 2022. januárjától a máltai Roberta Metsola.
Jelenleg az EP két legnagyobb frakciójának megegyezése szükséges ahhoz, hogy az elnököt megválasszák. A parlament alakuló ülése során az elnöki tisztet egészen mostanáig a parlament legidősebb tagja töltötte be. Mivel a 2009-es EP-választások után a francia szélsőjobboldali politikus, Jean-Marie Le Pen töltötte volna be, az Európai Szocialisták Pártja (PES) frakció kezdeményezésére és az Európai Néppárt-Európai Demokraták (EPP-ED) támogatásával megváltoztatták a házszabályt. Ezek szerint az alakuló ülésen az előző elnök, újraválasztásának hiányában valamelyik alelnöke töltené be ezt a tisztséget.

### A bizottságok
A képviselők szakosodott állandó bizottságokba tömörülnek a plenáris ülésszakok előkészítése céljából. Jelenleg 20 állandó bizottság van, melyeknek létszáma 24-78. fő között változik, és összetételük tükrözi a parlament politikai összetételét. Egyedi problémák kezelésére albizottságokat, illetve ideiglenes különbizottságokat is létre lehet hozni.
Mivel a plenáris üléseken már általában egyeztetett javaslatok tárgyalására törekednek, a legkeményebb vitákra a bizottságokban kerül sor. A viták célja a legvállalhatóbb kompromisszum elérése, és mivel egyik pártnak sincsen egyedül többsége, csak hosszas egyeztetések során, kölcsönös engedmények árán alakulhat ki egyetértés.
Állandó bizottságok:

#### Belügy
- BUDG – Költségvetési bizottság
- CONT – Költségvetési felügyelet bizottsága
- ECON – Gazdasági és monetáris ügyek bizottsága
- EMPL – Foglalkoztatás és szociális ügyek bizottsága
- ENVI – Környezeti, közegészségügyi és élelmiszer-biztonsági bizottság
- ITRE – Ipari, fejlesztési és energiaügyi bizottság
- IMCO – Belső piaci és fogyasztóvédelmi bizottság
- TRAN – Közlekedési és turisztikai bizottság
- REGI – Regionális fejlesztési bizottság
- AGRI – Mezőgazdasági és vidékfejlesztési bizottság
- PECH – Halászati bizottság
- CULT – Kulturális és oktatási bizottság
- JURI – Jogi ügyek bizottsága
- LIBE – Polgárjogi, igazságügyi és belügyi bizottság
- AFCO – Alkotmányos ügyek bizottsága
- FEMM – Nők jogai és nemi egyenlőség bizottsága
- PETI – Petíciós bizottság

#### Külügy
- AFET – Külügyi bizottság
  - DROI – Emberjogi albizottság
  - SEDE – Biztonsági és védelmi albizottság
- DEVE – Fejlesztési bizottság
- INTA – Nemzetközi kereskedelmi bizottság

A parlament küldöttségei az unión kívüli országok parlamentjeivel való kapcsolatokat szolgálják. Jelenleg 44 küldöttség létezik.

## Székhely

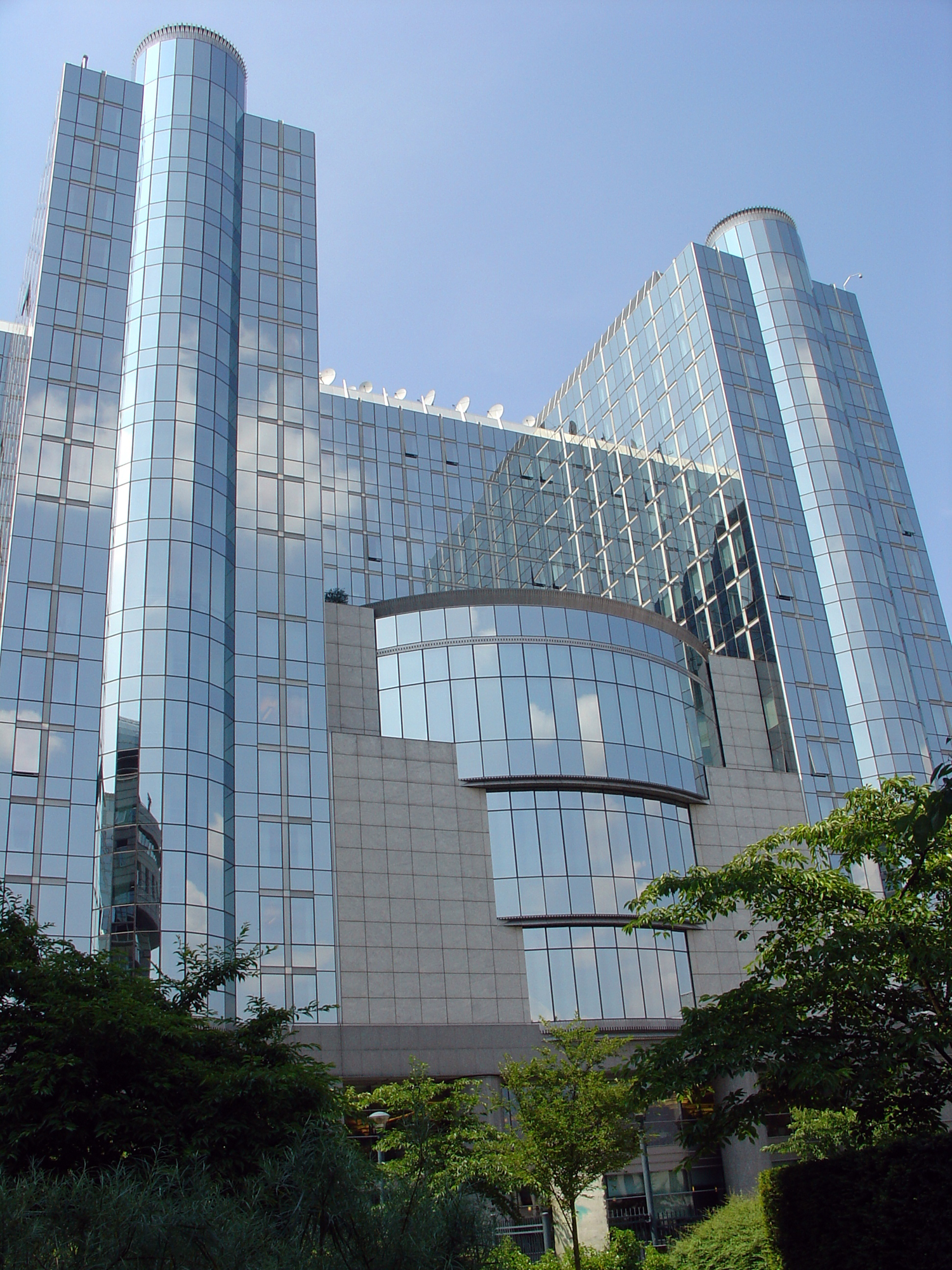
Az Európai Parlament épülete Brüsszelben

Annak ellenére, hogy Brüsszelt emlegetik az Európai Unió fővárosaként, és az EU két végrehajtói intézményének, a Miniszterek Tanácsának és az Európai Bizottságnak itt van a székhelye, a Parlamentnek amszterdami szerződés alapján havonta Strasbourgban kell üléseznie. Ezért emlegetik néha „Strasbourgi Parlamentként”. A döntéselőkészítői és a bizottsági munkák Brüsszelben folynak, itt tartják a politikai csoportok is üléseiket. A Titkárság központja Luxembourg városában van.
Az EP havonta csak 4 napot tölt Strasbourgban, ekkor vannak a végső plenáris szavazások. A többi plenáris ülést Brüsszelben tartják. Több alkalommal is kifejezte az EP azt a kívánságát, hogy maga szeretné az ülései helyét megválasztani, és felhagyni ezzel a két székhelyű rendszerrel, de az európai kormányok ezt a jogot meghagyták maguknak.